# Marco Knauff
Marco Knauff (1965) is een Nederlandse schrijver en kunstschilder.
Hij verscheen in de tijdschriften Atmosfeer, De Tijdlijn, Fantastische Vertellingen, Holland* SF, Horizon, Kwarts, Paperas, Pure Fantasy en SF* Terra.
"Gisteren, vandaag en morgen" werd verfilmd in 2005.
Als schilder nam hij aan diverse groepstentoonstellingen deel, en leverde hij voorpagina's voor De Tijdlijn en enkele boeken.

## Palmares
- Overal schaduwen, overal sterren, derde plaats Paul Harland Prijs 2014
- Overal schaduwen, overal sterren, NCSF* premie voor het beste sciencefictionverhaal 2014
- Tammie, tweede plaats World Universal Academia 2007
- De lantaarndrager, vierde plaats Paul Harland Prijs 2003
- Naar de rand van de wereld, gedeelde vierde plaats Millenium Award 2002
- De gouden jaren, achtste plaats Millenium Award 2001